# Lucio Stefani
Lucio Stefani (...) è un pilota motonautico italiano.
Lucio Stefani, presidente della Scuderia Racing Team 74, vicentino, nel suo personale palmarès vanta una costante presenza sui podi dei campionati mondiali e italiani della sua categoria, solo negli ultimi tre anni ha ottenuto ottimi risultati quali: terzo al Campionato Italiano Endurance, cat. S2 nel 2009; nel 2008 campione italiano della categoria S2 e bronzo al campionato mondiale; nel 2007 stabilisce il record mondiale di velocità nel chilometro lanciato nella categoria T1, secondo al campionato mondiale nella categoria B-B2 e quinto al campionato italiano B-Bpro.
Corre nella categoria S con Mediolanum 74
Stagione 2012
- 2º posto: Campionato Mondiale S2
- 2º posto: Campionato Europeo S2

Stagione 2011
- 2º posto: S1 Campionato Italiano
- 2º posto: 1ºTrofeo Mediolanum
- 1° CAMPIONATO MONDIALE S2

Stagione 2010
- 4º posto: S1 Campionato Italiano
- 4º posto: Trofeo Special Team Guido Abbate
- 1° CAMPIONATO MONDIALE S2